# 1253
1253 (MCCLIII) fue un año común comenzado en miércoles del calendario juliano.

## Acontecimientos
- Teobaldo II es entronizado como rey de Navarra
- Mindaugas es coronado como primer Rey de Lituania el 6 de julio.
- Guillermo II de Holanda derrota al ejército Flamenco en Wetskapelle.
- El Reino de Dali, de etnia bai, cae bajo el dominio mongol durante la primavera local.

## Nacimientos
- Eschiva de Ibelín, Señora de Beirut.

## Fallecimientos
- 11 de agosto - Clara de Asís.